# المركز الاتحادي للتنافسية والإحصاء
المركز الاتحادي للتنافسية والإحصاء هو مركز حكومي إماراتي تأسس عام 2009، وأُلحق في عام 2020 بوزارة شؤون مجلس الوزراء في دولة الإمارات. يهدف المركز إلى تعزيز القدرة التنافسية للدولة وتوفير البيانات والإحصاءات الموثوقة التي تدعم صنع القرار والسياسات العامة، ويقع مقره الرئيسي في أبو ظبي، ويعتبر نقطة مركزية لجمع وتحليل البيانات على مستوى الدولة، ويُعنى المركز بتطوير مؤشرات التنافسية الوطنية وتحليل الأداء في مختلف المجالات مثل الاقتصاد، والتعليم، والصحة، والاستدامة، كما يقوم بإعداد دراسات شاملة، وإجراء مقارنات بين دولة الإمارات ودول أخرى على مستوى العالم، مما يساعد على تحديد نقاط القوة والضعف في الاقتصاد الوطني.
ومن المهام الرئيسية للمركز أيضاً إجراء الإحصاءات السكانية والاقتصادية التي تساهم في رسم السياسات التنموية، كما يتعاون المركز مع مختلف الوزارات والجهات الحكومية والخاصة لتحقيق التكامل في جمع البيانات وتحليلها، ويتبنى المركز الاستراتيجيات الحديثة في استخدام البيانات الكبيرة، مما يعزز من القدرة على اتخاذ القرارات المبنية على الأدلة، بالإضافة إلى ذلك، ينفذ المركز برامج توعية وتعليم للمجتمع حول أهمية البيانات والإحصاءات في تطوير المجتمع وتحسين مستوى المعيشة، والهدف الرئيسي للمركز تقديم رؤية شاملة تساعد في الوصول إلى أهداف التنمية المستدامة وتعزيز دور الإمارات على الساحة الدولية.

## دور المركز في التطور الحكومي لدولة الإمارات
يعمل المركز على رصد وتحليل عدد من التقارير والتصنيفات العالمية المهمة وذلك لقياس أداء الدولة التنافسي في إطار استراتيجيتها الإنمائية، ويحرص المركز على ضمان الدقة في توثيق ورصد الأداء في دولة الإمارات بشكل يعكس حقيقة جهود التطوير والتنمية المبذولة تماشياً مع الممارسات الدولية عن طريق التنسيق والتعاون مع الجهات الحكومية الاتحادية منها والمحلية في سبيل تحسين مؤشرات الدولة في هذه التقارير مما يساهم في رفع تنافسية وأداء الدولة.
ينظم المركز ورش عمل مع منظمة التجارة العالمية، ومنظمة التعاون الاقتصادي والتنمية، ومنظمة الأمم المتحدة للتجارة والتنمية وغيرها. واستضاف المركز بعثة خبراء من صندوق النقد الدولي، ضمن ورشة عمل فنية متخصصة معنية بتطبيق الممارسات الدولية باستخدام التقنيات والتكنولوجيا الحديثة لاحتساب معدلات التضخم ومؤشر أسعار المستهلك. ويوضّح محمد عبد الله القرقاوي وزير شؤون مجلس الوزراء ورئيس مجلس الإمارات للتنافسية الهدف والغاية من المركز الاتحادي للتنافسية والإحصاء بقوله: «إن حكومة الإمارات تتبنى تعزيز الشراكة بين القطاعين الحكومي والخاص والمجتمع داعم أساسي لتحقيق الإنجازات وتحسين تصنيف دولة الإمارات في تقارير ومؤشرات التنافسية العالمية، كما أن الحكومة حريصة على تهيئة بيئة تشريعية وتنظيمية تواكب المتغيرات والمستجدات لدعم مسيرة التنمية المستدامة، ودفع عجلة تنافسية الدولة».

## الأهداف الاستراتيجية للمركز
- تطوير مؤشرات قياسية تسهم في تحسين تصنيف الدولة في التقارير الدولية للتنافسية.
- استخدام أحدث التقنيات لتوفير بيانات دقيقة وموثوقة تسهم في اتخاذ قرارات سياسية مبنية على الأدلة.
- توسيع نطاق الدراسات والإحصائيات لتشمل جميع القطاعات الاجتماعية والاقتصادية.
- إقامة علاقات تعاون مع منظمات إحصائية دولية لتعزيز مشاركة البيانات وأفضل الممارسات.
- تنظيم حملات توعوية لتعريف الجمهور بأهمية البيانات والإحصاءات في التخطيط وصنع القرار.
- اعتماد تقنيات حديثة مثل الذكاء الاصطناعي وتحليل البيانات الكبيرة لتسهيل عمليات جمع البيانات وتحليلها.
- إشراك المجتمع في عمليات البحث والاستطلاعات لتعزيز دقة وموثوقية البيانات.
- تقديم برامج تدريبية وورش عمل لتعزيز المهارات الإحصائية لدى الموظفين والباحثين.
- تصميم منصات رقمية مبتكرة تسمح بالوصول السهل للبيانات والتقارير الإحصائية للجمهور.
- تطوير مؤشرات لقياس الاستدامة الاقتصادية والاجتماعية والبيئية في الإمارات، ودعم عمليات التخطيط المستدام.[7]

## اللجان الوطنية لتنظيم أعمال المركز

### اللجنة الوطنية لأهداف التنمية المستدامة
تشكلت اللجنة بموجب القرار الصادر من مجلس الوزراء في يناير 2017، وترأست اللجنة ريم إبراهيم الهاشمي وزيرة الدولة لشؤون التعاون الدولي ورئيس المركز الاتحادي للتنافسية والإحصاء، ويتولى المركز الاتحادي للتنافسية والإحصاء منصب نائب الرئيس وأمانة اللجنة الوطنية لأهداف التنمية المستدامة، وتضم اللجنة في عضويتها وزارة شؤون مجلس الوزراء والمستقبل، ووزارة الخارجية والتعاون الدولي، و15 جهة حكومية على المستوى الاتحادي، ويتشارك جميعهم مسؤولية تنفيذ أهداف التنمية المستدامة على الصعيد الوطني، ورصد التقدم المحرز بشأن الأهداف، وإشراك أصحاب المصلحة المعنيين، ورفع التقارير الدورية عن إنجازات الدولة.

### اللجنة الوطنية للتنافسية
تشكلت بقرار مجلس الوزراء رقم (84م/2و) لسنة 2024. برئاسة عبد الله بن زايد آل نهيان وعضوية وزراء وأعضاء من المجالس التنفيذية للحكومات المحلية في الدولة. تضم عضوية اللجنة كلاً من وزير الصحة ووقاية المجتمع، وزير الاقتصاد، وزير التربية والتعليم، وزير الدولة للذكاء الاصطناعي والاقتصاد الرقمي وتطبيقات العمل عن بعد، الأمين العام للمجلس التنفيذي لإمارة أبوظبي، الأمين العام للمجلس التنفيذي لإمارة دبي، ومساعد وزير شؤون مجلس الوزراء للتنافسية والتبادل المعرفي. تهدف اللجنة إلى متابعة التوجهات العالمية، والتنسيق بين الجهات الحكومية لتوفير البيانات، وتحليل أداء دولة الإمارات في التقارير الدولية، ودعم مكانة الدولة في المؤشرات التنافسية، وضمان تبادل البيانات.

### اللجنة العليا لتنسيق العمل الإحصائي
تشكلت اللجنة بموجب القرار الصادر من مجلس الوزراء في يناير 2017، ويرأس اللجنة عبد الله ناصر لوتاه نائب وزير شؤون مجلس الوزراء للتنافسية والتبادل المعرفي، وتضم اللجنة في عضويتها 9 جهات حكومية على المستوى الاتحادي، ويتشارك جميعهم مسؤولية تنفيذ أهداف التنمية المستدامة على الصعيد الوطني، ورصد التقدم المحرز بشأن الأهداف، وإشراك أصحاب المصلحة المعنيين، ورفع التقارير الدورية لتسهيل التنفيذ المتكامل وتبادل المعلومات لدفع عجلة التنمية المستدامة في الدولة.

## أداء دولة الإمارات في تقارير ومؤشرات التنافسية العالمية
- تقدمت الإمارات في  التقرير السنوي للتنافسية العالمية 2024، الصادر عن مركز التنافسية العالمي التابع للمعهد الدولي للتنمية الإدارية في مدينة لوزان السويسرية، 3 مراتب إلى المركز الـ 7 عالمياً  [8]

كما حققت الامارات مراكز متقدمةضمن تقرير التنافسية العالمي 2024 حيث:
- جاءت ضمن العشرة الأوائل دولياً في أكثر من 90 مؤشراً رئيسياً وفرعياً ضمن تقرير التنافسية العالمي 2024 .
- الدولة الأولى عالمياً في نسبة التوظيف ومستخدمي الانترنت وقلة النزاعات العمالية.
- حلت بالمركز الثاني عالميا في نمو القوى العاملة، وغياب البيروقراطية
- احتلت المركز الثالث عالميا في مؤشر سوق العمل الرئيس، ومرونة قوانين الإقامة، ونمو التوظيف
- حققت الإمارات المرتبة الرابعة عالميا في 5 مؤشرات وهي مؤشر نسبة البطالة - المدى الطويل، ومؤشر تكاليف وحدة العامل للاقتصاد الإجمالي، ومؤشر التوقعات: نسبة البطالة، ومؤشر الخبرات العالمية، ومؤشر اللوائح التنظيمية للعمل
- حلت في المركز الخامس عالميا في مؤشري العمالة الماهرة الأجنبية وتشريعات البطالة.

- كما جاءت الإمارات في المرتبة الأولى عربيا في مؤشر مرونة العمل العالمي 2024، الصادر عن شركة الاستشارات العالمية "وايتشيلد"[9]
- جاءت دولة الإمارات في المرتبة الأولى عالمياً في تقرير المرصد العالمي لريادة الأعمال لعام 2023 - 2024 بعدما سجلت معدل 7.7 وهو رقم قياسي يتم تسجيله للمرة الأولى في تاريخ التقرير منذ إطلاقه.[10]
- احتلت  المرتبة الأولى عالميا في مؤشر "جودة البنية التحتية للنقل الجوي" ضمن "مؤشر تنمية السياحة والسفر" لعام 2024، الصادر عن المنتدى الاقتصادي العالمي، وفي المرتبة الثالثة عالميا في مؤشري "كفاءة خدمات النقل الجوي" و"عدد المقاعد للرحلات الدولية المنطلقة أسبوعيا / بالكيلومتر".[10]
- وحققت دولة الإمارات المركز الخامس عالمياً، والأول عربياً في جودة الطرق، والعاشر عالمياً والثاني عربياً في فعالية خدمات النقل العام، إضافة إلى المركز التاسع عالمياً والأول عربياً في فعالية خدمات الموانئ، وفقاً لتقرير مؤشر تنمية السياحة والسفر 2024، الصادر عن المنتدى الاقتصادي العالمي.[11]
- احتلت دولة الإمارات المركز الأول عالميا في مؤشر البنية التحتية للاتصالات وحصلت على العلامة الكاملة بنسبة 100%، وفق تقرير الأمم المتحدة لمسح الحكومة الإلكترونية 2024[12]
- ارتفع ترتيب دولة الإمارات من المركز 35 في عام 2019 إلى المركز 27 على المستوى الدولي والأول عربيا، وفقا لمؤشر التنافسية الصناعية العالمي الصادر عن منظمة الأمم المتحدة للتنمية الصناعية "UNIDO" لعام 2024[13]
- وصلت دولة الإمارات إلى المركز الخامس عالمياً في مؤشر البنية التحتية للجودة للتطور المستدام لعام 2024، الصادر عن منظمة الأمم المتحدة للتنمية الصناعية "UNIDO"،[14]
- حصلت العاصمة أبوظبي على المركز الأول ضمن قائمة المدن الأكثر أماناً في عام 2024 على مستوى العالم، للعام الثامن على التوالي، وفق مؤشر «أمن المدن» الصادر عن موقع «نومبيو»، فيما احتلت كل من عجمان ودبي ورأس الخيمة في المراتب الرابعة والخامسة والسادسة على التوالي بحسب المؤشر ذاته.[15]
- احتلت دولة الإمارات المرتبة الأولى عربيا و26 عالميا في مؤشر المعرفة العالمي لعام 2024 الذي يقيس أداء الدول في مجالات المعرفة المختلفة.[16]

- حققت دولة الإمارات المركز الثاني عالمياً في مؤشر نصيب الفرد من استهلاك الطاقة الشمسية، و تخطط الدولة للاستفادة من الموارد المتجددة لتلبية نحو 20% من احتياجاتها من الطاقة في 2030.[17]
- حققت دولة الإمارات العربية المتحدة المركز الأول عربياً والـ 26 عالمياً في مؤشر السعادة بحسب تقرير السعادة العالمي لعام 2023 والصادر عن شبكة حلول التنمية المستدامة التابعة للأمم المتحدة، والمدعوم ببيانات مؤسسة غالوب للإحصاءات.[18]
- حافظت دبي على ريادتها في صدارة مؤشر نظافة المدينة،عام 2025  للعام الخامس على التوالي، وفق مؤشر قوة المدن العالمية، الصادر عن معهد الاستراتيجيات الحضرية - مؤسسة «موري ميموريال» اليابانية[19]
- تمكنت الإمارات من أن تكون الأول عالمياً في مؤشر المرأة في البرلمان، وهو ما أكده تقرير الفجوة بين الجنسين العالمية لعام 2022، والثامنة عالمياً في مجال الفرص القيادية للنساء، بناء على نتائج تقرير مؤشر تنافسية المواهب العالمية 2022. [20]

- جاءت الإمارات في المركز الأول عالمياً في عدد من المؤشرات الخاصة بالمرأة والعمل لعام 2023، ومن أبرزها:[21]

نص القانون على عدم التمييز على أساس الجنس في العمل
مؤشر وجود تشريع بشأن التحرش في العمل
مؤشر وجود قانون عقوبات بشأن التحرش في العمل
مؤشر تأييد القانون المساواة في الأجر عن العمل المتساوي القيمة
مؤشر منع القانون طرد المرأة الحامل 
مؤشر وجود نص في القانون بحصول المرأة على تأمين في فترة إجازة الوضع وفقاً لتقرير المرأة وأنشطة الأعمال والقانون، الصادر عن البنك الدولي لعام 2023.
- جاءت الإمارات في المركز الأول عالمياً في مؤشرات تتعلق بالمرأة والأسرة، وعلى رأسها مؤشر وجود قانون يجرم العنف الأسري، ومؤشر وجود إجازة أبوة مدفوعة، ومؤشر وجود إجازة والدية مدفوعة، وذلك وفقاً للتقرير الصادر عن البنك الدولي لعام 2023.[22]

- جاءت الإمارات في  المركز الأول إقليمياً، والثامن عالمياً، في مؤشر الفرص القيادية للنساء، وفقاً لتقرير تنافسية المواهب العالمي 2022 الصادر عن كلية «انسياد».[21]
- تجاوزت نسبة الثقة بالأجهزة الشرطية في دولة الإمارات واعتماديتها في إنفاذ القانون 98.4%. [23]
- تحتل الإمارات المركز الأول عالمياً في عدد المنشآت «المعتمدة»، حيث حاز أكثر من 85% من مستشفياتها الاعتماد الدولي.[24]

## الروابط الخارجية
الموقع الرسمي